# Royal Mail Steam Packet Company

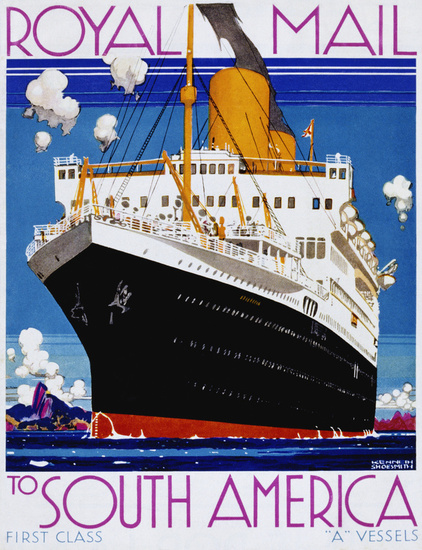
El RMS Asturias en un cartel de 1930 realizado por Kenneth Shoesmith, quién creó numerosas imágenes que publicitaban los barcos de la Royal Mail Line.

La Royal Mail Steam Packet Company fue una compañía naviera británica fundada en Londres en 1839 por el escocés James MacQueen. El lema de la línea era Per Mare Ubique (a todas partes por el mar). Después de buenos y malos tiempos, llegó a ser el grupo naviero más grande del mundo en 1927 cuando tomó el control de la White Star Line. En España fue conocida como la «Mala Real Inglesa».
La compañía fue vendida y sus bienes fueron controlados por la recién formada Royal Mail Lines (RML) en 1932 después de un escándalo y problemas financieros. Años después, la RML se redujo a no más que un nombre de un servicio corrido por su nueva rival la Hamburg-Süd.

## Historia como Royal Mail Steam Packet Company
La reina Victoria concedió la Carta Real inicial de incorporación de la "Royal Mail Steam Packet Company" el 26 de septiembre de 1839. En 1840 el Almirantazgo y la Royal Mail Steam Packet Company hicieron un contrato en el que esta última acordó proporcionar una flota de no menos que 14 barcos de vapor para el propósito de llevar todos los correos de Su Majestad, navegando dos veces al mes a Barbados en las Indias Occidentales desde Southampton o Falmouth. 14 nuevos barcos a vapor fueron construidos para este propósito, siendo el Thames, Medway, Trent y el Isis (construidos en Northfleet); Severn y Avon (construidos en Bristol); Tweed, Clyde, Teviot, Dee, y Solway (construidos en Greenock); el Tay (construido en Dumbarton); Forth (construido en Leith); y el Medina (construido en Cowes). En referencia a su destino, estos barcos fueron conocidos como los vapores del correo de las Indias Occidentales.
El servicio de correo de las Indias Occidentales fue establecido por la navegación del primer Paquebote de Vapor del Correo Real, el PS Thames de Falmouth el 1 de enero de 1841. Una Carta Real supletoria fue concedida el 30 de agosto de 1851 extendiendo el ámbito de las operaciones de la compañía. En 1864, el servicio de correo a la Honduras Británica fue establecido. Una posterior Carta Real supletoria fue concedida extendiendo el ámbito de las operaciones de la compañía el 7 de marzo de 1882.
En el buque Danube, que partió de Southhampton el 5 de febrero de 1897 con destino a Buenos Aires, Argentina, se remitió a Buenos Aires el glorioso sable corvo del Ilustre Capitán General Don José de San Martín, héroe libertador de Argentina, Chile y Perú. Dicho sable que permanecía en propiedad de la familia del General Juan Manuel de Rosas que lo había recibido por legado del propio San Martín, fue donado a la Nación Argentina con el objeto de que sea exhibido en el Museo Histórico Nacional. El buque Danube arribó a Buenos Aires y el glorioso sable fue desembarcado el 28 de febrero de 1897 en la parte norte del galpón N° 4 lado oeste del Dock Central del Puerto de La Plata, donde oportunamente se erigió un monolito recordatorio.
Una década antes de la Primera Guerra Mundial la RMSP modernizó su flota, introduciendo una serie de grandes barcos cambiando de 9.588 TRG a 15.551 TRG en su ruta Southampton – Buenos Aires. Cada uno tuvo inicialmente un nombre con la letra "A", por lo que se llamaron "A-liners" o "A-series". El primero fue el RMS Aragon en 1905, seguido por sus barcos hermanos el Amazon, el Araguaya y el Avon en 1906, el Asturias en 1908, el Arlanza en 1912, el Andes y el Alcantara en 1913 y el Almanzora en 1915. Los primeros miembros de la serie, de Aragon a Asturias, tuvieron hélices gemelas, conducidos por cuatro motores de expansión de cuatro cilindros. Los últimos cuatro últimos miembros de la serie, desde el Arlanza al Almanzora, tuvieron hélices triples, con un conductor medio mediante una turbina de vapor Parsons de baja presión.
Después de la Primera Guerra Mundial, la RMSP afrontó no sólo la existencia de la competencia extranjera sino también nuevos desafíos del Reino Unido. La Blue Star Line de Lord Vestey se había unido la ruta sudamericana y ganó el gran mercado de comercio de carne congelada. Entonces en 1926–27 la Blue Star Line introdujo sus nuevos cinco barcos de lujo Almeda, Andalucía, Arandora, Avelona y Avila, aumentando la capacidad de carga refrigerada e incorporándose al transporte de pasajeros. Al mismo tiempo la RMSP introdujo un par de nuevos barcos de 22.200 TRG, el RMS Asturias en 1926 y el RMS Alcantara en 1927, los cuales en aquella etapa eran los barcos de motor más grandes del mundo. A pesar de que estos eran los más grandes y más lujosos barcos de Reino Unido en la ruta, el presidente de la RMSP, Lord Kylsant, llamó al quinteto de la Blue Star "competencia muy entusiasta".

## Reconstitución como Royal Mail Lines

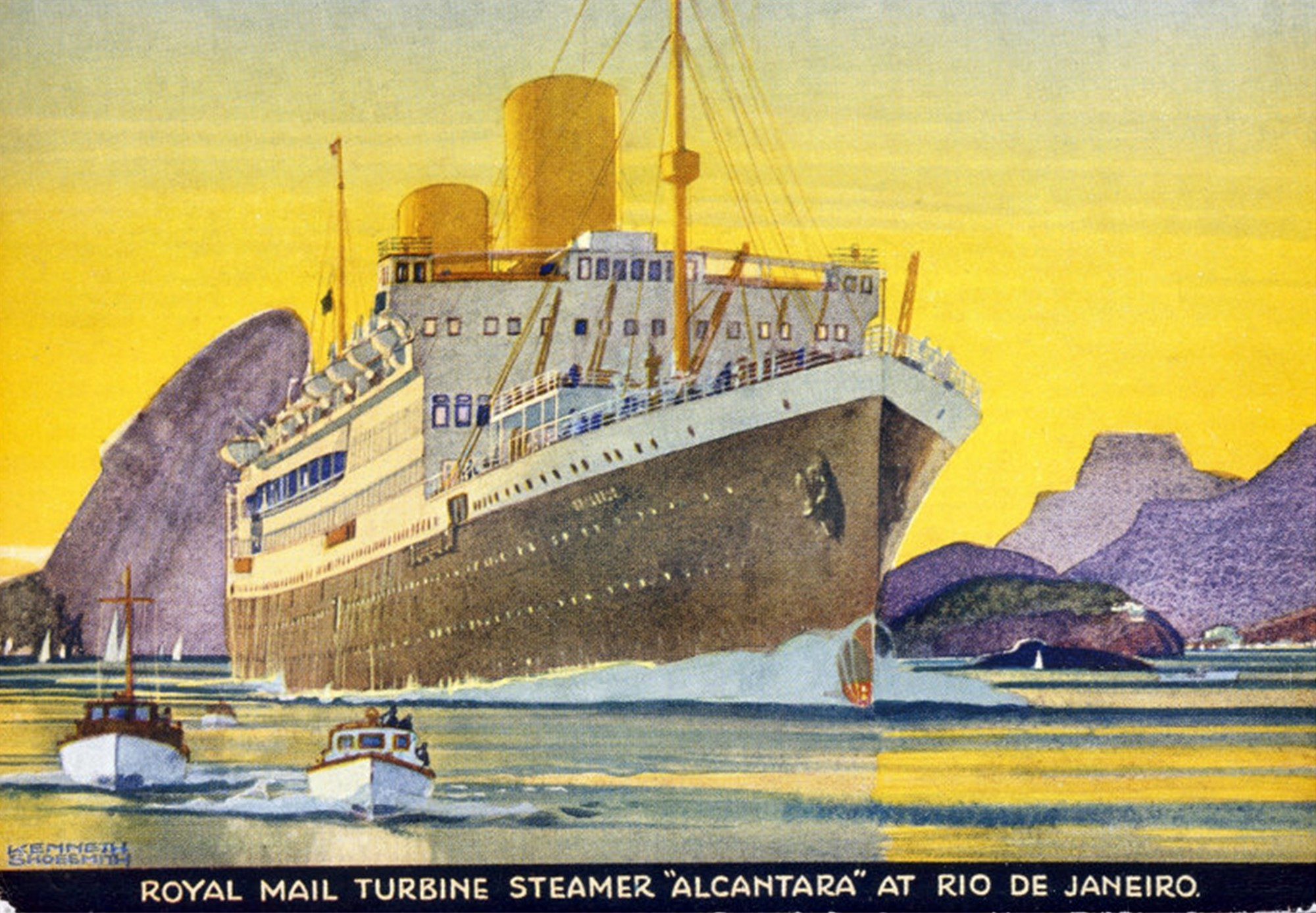
El Alcantara en Río de Janeiro (ilustración de Kenneth Shoesmith).

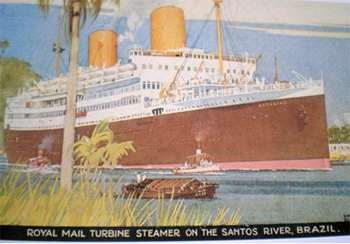
El Asturias en la costa de Brasil (Kenneth Shoesmith).

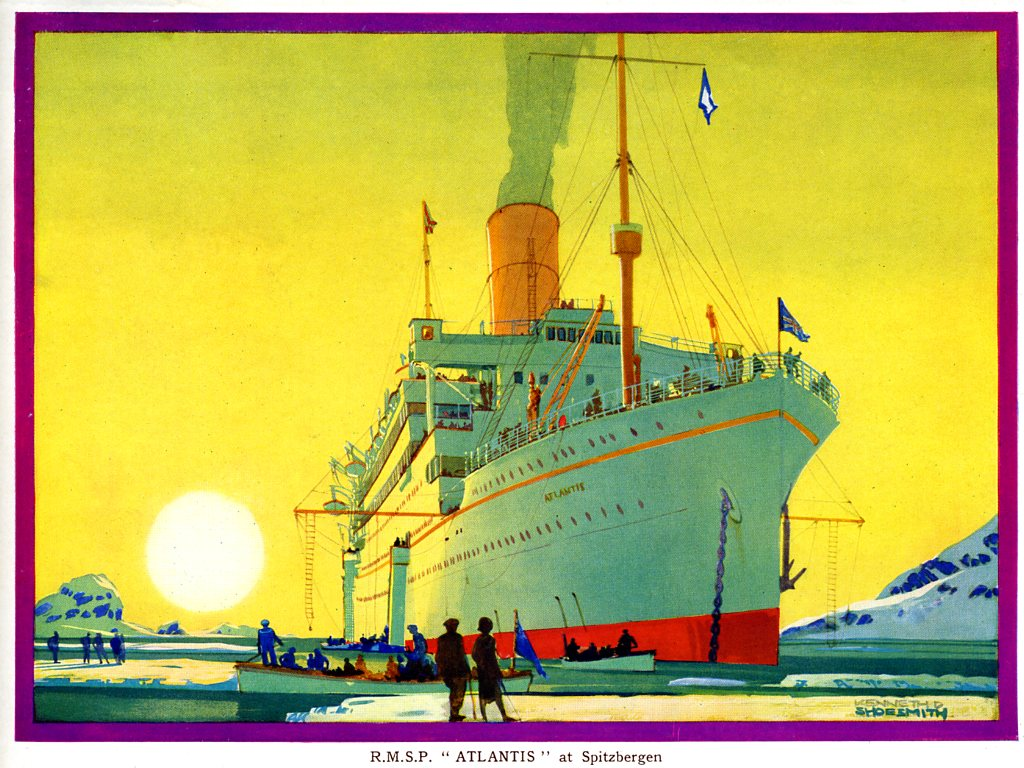
El Atlantis realizando un crucero, en Spitzberg (Kenneth Shoesmith).

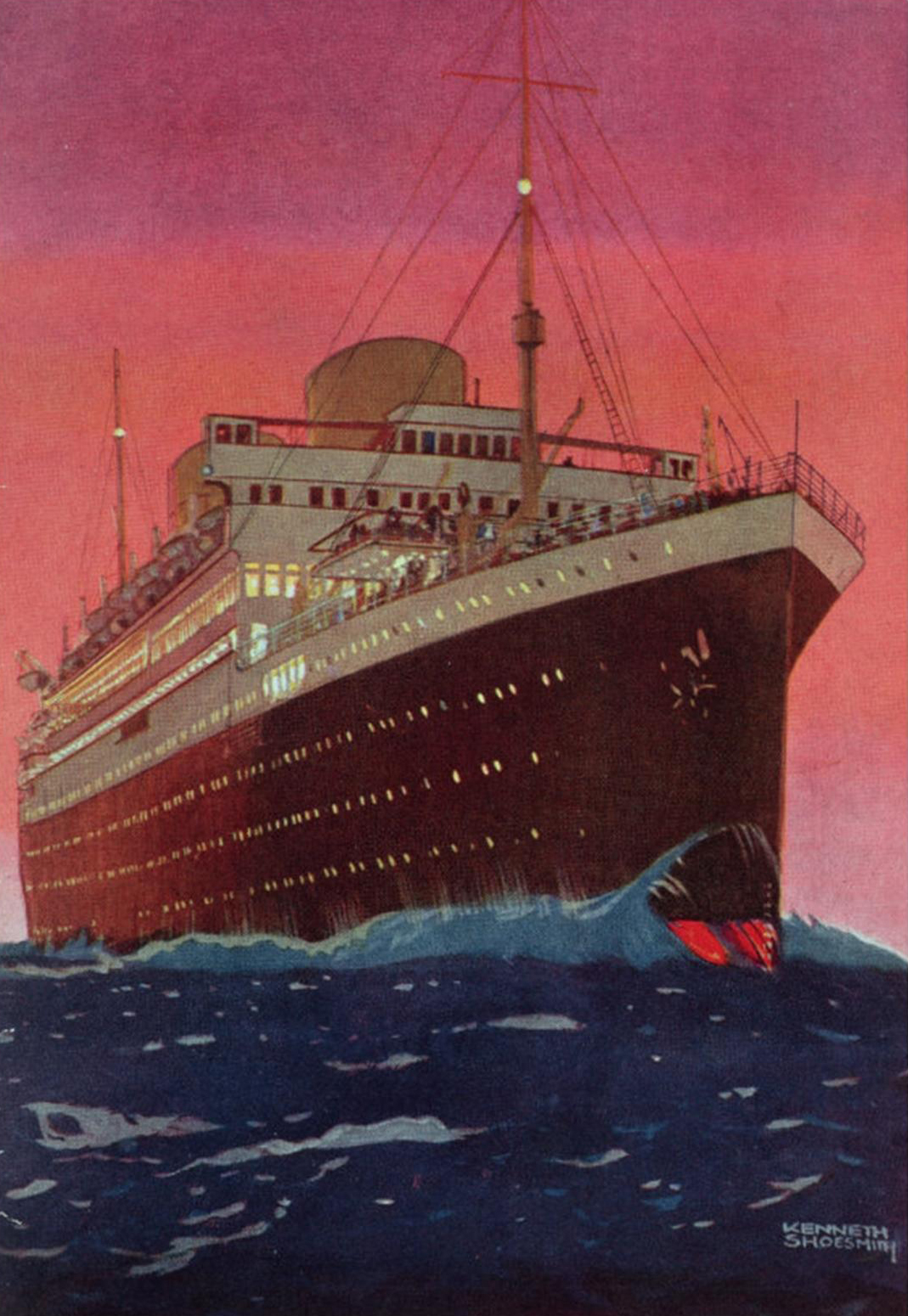
El Alcantara, conocido por su combate con el crucero Thor en 1940.

La compañía entró en problemas financieros, y el gobierno del Reino Unido investigó sus asuntos en 1930, resultando en el caso de la Royal Line. En 1931 lord Kylsant fue encarcelado durante 12 meses por falsear el estado de la compañía a sus accionistas. Gran parte de la industria naviera de Gran Bretaña estuvo implicada en la RMSPC que los arreglos fueron hechos para garantizar la continuidad de las operaciones navieras después que fue vendida. La Royal Mail Lines Ltd. (RML) fue creada en 1932 y tomó control de los barcos de RMSPC y otras compañías del grupo anterior. La nueva compañía fue presidida por lord Essendon.
Las operaciones de la nueva compañía se concentraron en la costa del este de América del Sur, las Indias Occidentales y el Caribe, y la costa del Pacífico de América del Norte; la ruta Southampton – Lisboa – Brasil – Uruguay – Argentina fue operada desde 1850 a 1980. La RML fue también un operador principal de barcos de crucero.
El barco más grande de la RMS era el RMS Andes, un barco de turbinas a vapor de 25.895 TRG. Fue diseñado como un transatlántico pero cuando fue botado en 1939 fue inmediatamente utilizado como barco para transporte de tropas. Llegó finalmente a ser incorporado como barco civil en servicio en 1948, fue convertido a la dedicación exclusiva de crucero en 1960 y fue desguazado en 1971.
La RMSP y la RML perdieron numerosos barcos en su larga historia. Uno de los últimos fue el RMS Magdalena, un barco a vapor de turbina de 17.547 TRG, botado en 1948, que encalló y se hundió frente a Brasil en su viaje inaugural en 1949.
En 1965 la RML fue comprada por Furness, Withy & Co., y rápidamente perdió su identidad. En los años 70 formó parte del grupo Furness Withy, incluyendo la RML, fue vendido a la naviera de Hong Kong C.Y. Tung, y más tarde fue vendido a su nueva rival del Río de la Plata, Hamburg Süd. En los años 90 la Royal Mail Lines no era más que el nombre de un servicio de carga refrigerada de la Hamburg-Süd de América del Sur a Europa.

## Lista de barcos de la compañía RMSP
Como nota, los barcos más pequeños como goletas y gabarras han sido omitidos.
| Barco           | Fecha oficial | Tonelaje | Tipo de propulsión | Material  |
| --------------- | ------------- | -------- | ------------------ | --------- |
| Clyde           | 1841          | 1.841    | Ruedas de paletas  | Madera    |
| Tweed           | 1841          | 1.800    | Ruedas de paletas  | Madera    |
| Thames          | 1841          | 1.889    | Ruedas de paletas  | Madera    |
| Forth           | 1841          | 1.900    | Ruedas de paletas  | Madera    |
| Solway          | 1841          | 1.700    | Ruedas de paletas  | Madera    |
| Tay             | 1841          | 1.858    | Ruedas de paletas  | Madera    |
| Medina          | 1841          | 1.800    | Ruedas de paletas  | Madera    |
| Medway          | 1841          | 1.895    | Ruedas de paletas  | Madera    |
| Dee             | 1841          | 1.849    | Ruedas de paletas  | Madera    |
| RMS Trent       | 1841          | 1.856    | Ruedas de paletas  | Madera    |
| Teviot          | 1841          | 1.744    | Ruedas de paletas  | Madera    |
| Isis            | 1841          | 1.900    | Ruedas de paletas  | Madera    |
| City of Glasgow | 1841          | 1.700    | Ruedas de paletas  | Madera    |
| Avon            | 1841          | 2.069    | Ruedas de paletas  | Madera    |
| Severn          | 1841          | 1.886    | Ruedas de paletas  | Madera    |
| Great Western   | 1847          | 1.775    | Ruedas de paletas  | Madera    |
| RMS Amazon      | 1851          | 2.256    | Ruedas de paletas  | Madera    |
| Oronico         | 1851          | 2.901    | Ruedas de paletas  | Madera    |
| Paraná          | 1852          | 3.070    | Ruedas de paletas  | Madera    |
| Magdalena       | 1852          | 2.943    | Ruedas de paletas  | Madera    |
| Demerara        | 1851          | 2.318    | Ruedas de paletas  | Madera    |
| La Plata        | 1852          | 2.826    | Ruedas de paletas  | Madera    |
| Atrato          | 1853          | 3.184    | Ruedas de paletas  | Hierro    |
| Solent          | 1853          | 1.804    | Ruedas de paletas  | Compuesto |
| Tamar           | 1854          | 1.850    | Ruedas de paletas  | Madera    |
| Tyne            | 1854          | 1.603    | Ruedas de paletas  | Hierro    |
| Oneida          | 1858          | 2.285    | Ruedas de paletas  | Hierro    |
| RMS Paramatta   | 1859          | 3.439    | Ruedas de paletas  | Hierro    |
| Mersey          | 1859          | 1.039    | Ruedas de paletas  | Hierro    |
| Shannon         | 1859          | 3.609    | Ruedas de paletas  | Hierro    |
| Tasmanian       | 1858          | 2.956    | Hélice             | Hierro    |
| Seine           | 1860          | 3.440    | Ruedas de paletas  | Hierro    |
| Eider           | 1864          | 1.569    | Ruedas de paletas  | Hierro    |
| RMS Douro       | 1865          | 2.824    | Hélice             | Hierro    |
| Arno            | 1865          | 1.038    | Hélice             | Hierro    |
| RMS Rhone       | 1865          | 2.738    | Hélice             | Hierro    |
| Danube          | 1865          | 2.000    | Hélice             | Hierro    |
| Corsica         | 1867          | 1.134    | Hélice             | Hierro    |
| Neva            | 1868          | 3.025    | Hélice             | Hierro    |
| Nile            | 1869          | 3.039    | Hélice             | Hierro    |
| Elbe            | 1870          | 3.063    | Hélice             | Hierro    |
| Tiber           | 1871          | 1.591    | Hélice             | Hierro    |
| Ebro            | 1871          | 1.509    | Hélice             | Hierro    |
| Liffey          | 1871          | 1.504    | Hélice             | Hierro    |
| Moselle         | 1871          | 3.298    | Hélice             | Hierro    |
| Belize          | 1871          | 1.038    | Hélice             | Hierro    |
| Tagus           | 1871          | 3.299    | Hélice             | Hierro    |
| Boyne           | 1871          | 3.318    | Hélice             | Hierro    |
| Essequibo       | 1873          | 1.831    | Hélice             | Hierro    |
| Larne           | 1873          | 1.670    | Hélice             | Hierro    |
| Severn          | 1873          | 1.736    | Hélice             | Hierro    |
| Minho           | 1874          | 2.540    | Hélice             | Hierro    |
| Mondego         | 1874          | 2.564    | Hélice             | Hierro    |
| Dee             | 1875          | 1.864    | Hélice             | Hierro    |
| Guadiana        | 1875          | 2.504    | Hélice             | Hierro    |
| Para            | 1875          | 4.028    | Hélice             | Hierro    |
| Don             | 1875          | 4.028    | Hélice             | Hierro    |
| Medway          | 1877          | 3.687    | Hélice             | Hierro    |
| Solent          | 1878          | 1.915    | Hélice             | Hierro    |
| Tamar           | 1878          | 2.923    | Hélice             | Hierro    |
| Trent           | 1878          | 2.912    | Hélice             | Hierro    |
| Derwent         | 1879          | 2.466    | Hélice             | Hierro    |
| Humber          | 1880          | 2.371    | Hélice             | Hierro    |
| Avon            | 1880          | 2.162    | Hélice             | Hierro    |
| La Plata        | 1882          | 3.240    | Hélice             | Hierro    |
| Eden            | 1882          | 2.145    | Hélice             | Hierro    |
| Esk             | 1882          | 2.145    | Hélice             | Hierro    |
| Dart            | 1883          | 2.641    | Hélice             | Hierro    |
| Orinoco         | 1886          | 4.572    | Hélice             | Acero     |
| RMS Atrato      | 1888          | 5.347    | Hélice             | Acero     |
| RMS Magdalena   | 1889          | 5.373    | Hélice             | Acero     |
| Thames          | 1889          | 5.261    | Hélice             | Acero     |
| Clyde           | 1890          | 5.618    | Hélice             | Acero     |
| Nile            | 1893          | 5.855    | Hélice             | Acero     |
| Danube          | 1893          | 5.891    | Hélice             | Acero     |
| La Plata        | 1896          | 3.445    | Hélice             | Acero     |
| Minho           | 1896          | 3.445    | Hélice             | Acero     |
| Ebro            | 1896          | 3.445    | Hélice             | Acero     |
| Severn          | 1898          | 3.760    | Hélice             | Acero     |
| Tagus           | 1899          | 5.545    | Hélice             | Acero     |
| Trent           | 1899          | 5.525    | Hélice             | Acero     |
| Tyne            | 1900          | 2.902    | Hélice             | Acero     |
| Eider           | 1900          | 1.236    | Hélice             | Acero     |
| La Plata        | 1901          | 4.464    | Hélice             | Acero     |
| Dee             | 1902          | 1.871    | Hélice             | Acero     |
| Tamar           | 1902          | 3.207    | Hélice             | Acero     |
| Teviot          | 1902          | 3.271    | Hélice             | Acero     |
| Paraná          | 1904          | 4.515    | Hélice             | Acero     |
| Caroni          | 1904          | 2.628    | Hélice             | Acero     |
| Conway          | 1904          | 2.650    | Hélice             | Acero     |
| Pardo           | 1904          | 4.464    | Hélice             | Acero     |
| Catalina        | 1904          | 4.464    | Hélice             | Acero     |
| Potaro          | 1904          | 4.464    | Hélice             | Acero     |
| RMS Aragon      | 1905          | 9.588    | Hélice             | Acero     |
| Oruba           | 1906          | 5.737    | Hélice             | Acero     |
| Orotava         | 1906          | 5.851    | Hélice             | Acero     |
| Oroya           | 1906          | 6.297    | Hélice             | Acero     |
| Arcadian        | 1906          | 7.945    | Hélice             | Acero     |
| Marima          | 1906          | 2.742    | Hélice             | Acero     |
| Manau           | 1906          | 2.745    | Hélice             | Acero     |
| RMS Amazon      | 1906          | 10.037   | Hélice             | Acero     |
| Segura          | 1906          | 4.756    | Hélice             | Acero     |
| Sabor           | 1906          | 4.758    | Hélice             | Acero     |
| RMS Araguaya    | 1906          | 10.537   | Hélice             | Acero     |
| RMS Avon        | 1906          | 11.073   | Hélice             | Acero     |
| Monmouthshire   | 1907          | 5.091    | Hélice             | Acero     |
| Denbighshire    | 1907          | 3.844    | Hélice             | Acero     |
| Flintshire      | 1907          | 3.815    | Hélice             | Acero     |
| RMS Asturias    | 1908          | 12.015   | Hélice             | Acero     |
| Arzila          | 1908          | 2.722    | Hélice             | Acero     |
| Agadir          | 1908          | 2.722    | Hélice             | Acero     |
| Berbice         | 1909          | 2.379    | Hélice             | Acero     |
| Balantia        | 1909          | 2.379    | Hélice             | Acero     |
| Deseado         | 1911          | 11.475   | Hélice             | Acero     |
| RMS Arlanza     | 1912          | 15.044   | Hélice             | Acero     |
| Demerara        | 1911          | 11.484   | Hélice             | Acero     |
| Desna           | 1912          | 11.484   | Hélice             | Acero     |
| Alcala          | 1913          | 10.660   | Hélice             | Acero     |
| RMS Andes       | 1913          | 15.620   | Hélice             | Acero     |
| Radnorshire     | 1913          | 4.302    | Hélice             | Acero     |
| Caribbean       | 1913          | 5.824    | Hélice             | Acero     |
| Merionethshire  | 1913          | 4.308    | Hélice             | Acero     |
| Cardiganshire   | 1913          | 9.426    | Hélice             | Acero     |
| Cobequid        | 1913          | 4.738    | Hélice             | Acero     |
| Caraquet        | 1913          | 4.917    | Hélice             | Acero     |
| RMS Alcantara   | 1913          | 15.831   | Hélice             | Acero     |
| Carnarvonshire  | 1913          | 9.406    | Hélice             | Acero     |
| Drina           | 1913          | 11.483   | Hélice             | Acero     |
| RMS Almanzora   | 1914          | 15.551   | Hélice             | Acero     |
| Essequibo       | 1914          | 8.489    | Hélice             | Acero     |
| RMS Ebro        | 1914          | 8.480    | Hélice             | Acero     |
| Carmarthenshire | 1915          | 7.823    | Hélice             | Acero     |
| Pembrokeshire   | 1915          | 7.821    | Hélice             | Acero     |
| Larne           | 1916          | 3.808    | Hélice             | Acero     |
| Brecknockshire  | 1916          | 8.422    | Hélice             | Acero     |
| Darro           | 1916          | 11.493   | Hélice             | Acero     |
| Navasota        | 1917          | 8.795    | Hélice             | Acero     |
| Sambre          | 1919          | 5.260    | Hélice             | Acero     |
| Glamorganshire  | 1919          | 8.192    | Hélice             | Acero     |
| Nagara          | 1919          | 8.803    | Hélice             | Acero     |
| Segura          | 1919          | 5.295    | Hélice             | Acero     |
| Somme           | 1919          | 5.265    | Hélice             | Acero     |
| Severn          | 1919          | 5.246    | Hélice             | Acero     |
| Radnorshire     | 1919          | 6.723    | Hélice             | Acero     |
| Silarus         | 1919          | 5.101    | Hélice             | Acero     |
| Siris           | 1919          | 5.242    | Hélice             | Acero     |
| Narenta         | 1919          | 8.266    | Hélice             | Acero     |
| Nictheroy       | 1920          | 8.265    | Hélice             | Acero     |
| Orcana          | 1920          | 7.814    | Hélice             | Acero     |
| Oruba           | 1920          | 7.818    | Hélice             | Acero     |
| Natia           | 1920          | 8.723    | Hélice             | Acero     |
| Nariva          | 1920          | 8.723    | Hélice             | Acero     |
| Nebraska        | 1920          | 8.261    | Hélice             | Acero     |
| Sarthe          | 1920          | 5.371    | Hélice             | Acero     |
| Sabor           | 1920          | 5.212    | Hélice             | Acero     |
| Montgomeryshire | 1921          | 6.650    | Hélice             | Acero     |
| Lochkatrine     | 1921          | 9.419    | Hélice             | Acero     |
| Lochgoil        | 1922          | 9.462    | Hélice             | Acero     |
| Culebra         | 1923          | 3.044    | Hélice             | Acero     |
| Orca            | 1923          | 16.063   | Hélice             | Acero     |
| Orduña          | 1923          | 15.499   | Hélice             | Acero     |
| Orbita          | 1923          | 15.486   | Hélice             | Acero     |
| Ohio            | 1923          | 18.940   | Hélice             | Acero     |
| Lochmonar       | 1923          | 9.412    | Hélice             | Acero     |
| RMS Asturias    | 1925          | 22.048   | Hélice             | Acero     |
| RMS Alcantara   | 1926          | 22.209   | Hélice             | Acero     |